# 동북아역사재단
동북아역사재단(東北亞歷史財團, 영어: Northeast Asian History Foundation, NAHF)은 대한민국 정부가 일본, 중국 등 주변국들의 역사 왜곡, 영유권 주장 등에 대응하겠다는 목적으로 설립한 교육부 산하 기타공공기관(정부의 정치기구)이다. 2006년 9월 28일, 한국과 중국, 일본 등 다른 동북아시아 지역 나라들 사이의 역사분쟁에 대처하기 위한 상설기구 설립에 대한 법률에 의거 기존의 '고구려연구재단'과 통합되어 만들어졌다. 본부는 서울특별시 서대문구 통일로 81 (미근동267) NH농협생명빌딩에 있다. 재단 이사장 임기는 3년이다.

## 설립
동북아역사재단은 중국과 일본의 동북아시아 역사 왜곡에 체계적으로 대응하기 위하여 한국사를 연구 및 전파하기 위한 목적으로 2006년에 정부 출연 기관으로 만들어졌다.  동북아시아 역사 문제 및 독도 관련 사항에 대한 장기적·지속적·종합적 연구 및 분석을 실시하고, 체계적·전략적 정책을 개발하며, 홍보·교육활동과 교류·지원사업을 시행함으로써 바른 역사인식을 공유하고 동북아시아 지역의 평화 및 번영의 기반을 마련하는 것을 목적으로 한다. 중국의 고구려사 왜곡 등 동북공정(東北工程), 일본의 독도 영주권 주장과 왜곡된 역사교과서 채택 등 역사 왜곡에 대한 정책 대안을 개발하는 일과 국내외의 역사 연구자, 역사 교육자, 역사 관련 NGO 등의 교류와 협력을 촉진하며 역사 갈등을 극복하는 동아시아 공동체 기반 조성도 그 범위에 두고 있다.

## 비전
- 역사연구와 정책개발의 중심

동북아시아의 역사에 대한 오해와 왜곡을 방지하기 위해서는 넓고 깊은 연구가 필요하다. 동북아역사재단은 고대부터 현대까지 동북아시아 역사연구의 중심이 될 것이다. 또한 연구성과를 바탕으로 역사갈등을 극복하고 역사화해를 이룩할 수 있는 정책 대안을 개발하여 제시할 것이다.
- 역사대화와 교류협력의 허브

동북아시아의 상호이해와 평화공영을 위해서는 자국의 역사를 소중히 여기면서 이웃나라의 역사도 존중하는 열린 자세가 필요하다. 동북아역사재단은 국내외의 역사연구자, 역사교육자, 역사관련 NGO등의 교류와 협력을 촉진하는 역사대화의 허브가 되겠다.
- 동아시아공동체의 기반 조성

동북아시아의 역사에는 평화롭게 교류하고 협력한 사례가 아주 많다. 동북아역사재단은 이러한 사실을 발굴하고 연구하여 우호와 신뢰에 기초한 동아시아 공동체를 창출하는 데 일조(一助)할 것이다.

### 활동 및 연구
- 동북아시아의 바른 역사정립을 위한 조사·연구
- 독도 관련 사항에 대한 조사·연구, 동북아시아 역사 및 독도 관련 전략과 정책의 개발 및 대정부 건의
- 동북아시아 역사 및 독도 관련 시민사회단체와의 교류·협력
- 동북아시아 역사 및 독도 관련 홍보·교육·출판 및 보급, 동해·독도의 표기 관련 체계적 오류 시정 활동
- 정부가 재단에 위탁하는 사업 등의 활동 등[1]

## 연혁
- 2005년 국회에서 동북아 역사 재단 설립 운영에 관한 법률 및 시행령이 발의
- 2006년 '동북아의 평화를 위한 바른 역사 정립 기획단'과 '고구려 연구 재단'을 흡수 통합하여 출범[1]

## 조직

### 이사장

#### 사무총장
감사관
정책기획관
- 경영기획팀

연구정책실
- 한일연구소
- 한중연구소
- 국제관계연구소

##### 독도실
- 독도연구소
- 독도체험관

##### 교육홍보실
- 교육연수팀
- 콘텐츠팀

##### 운영관리실
- 인사팀
- 총무팀
- 회계팀

## 운영
재단은 연구정책실, 독도실, 교육홍보실, 운영관리실, 정책기획관을 둔다.  교육부 장관이 이사장 등 주요 임원에 대한 인사 제청권을 갖고 있으며 정부 유관 부처 차관들이 당연직 이사를 맞고 있다.

## 역대 이사장/사무총장

### 이사장
- 초대: 김용덕 (2006년~2008년)
- 2대: 정재정 (2009년~2012년)
- 3대: 김학준 (2012년~2015년)
- 4대: 김호섭 (2015년~2017년)
- 5대: 김도형 (2017년~2020년)
- 6대: 이영호 (2020년~2023년)
- 7대: 박지향 (2024년~현재)

### 사무총장
- 초대: 유광석 (2006년)
- 2대: 조환복 (2007년~2008년)
- 3대: 신연성 (2009년~2010년)
- 4대: 김영소 (2011년~2012년)
- 5대: 석동연 (2013년~2015년)
- 6대: 이현주 (2015년~2018년)
- 7대: 조태영 (2018년~2021년)
- 8대: 장원삼 (2021년~2023년)
- 9대: 정용상 (2023년~)

## 같이 보기
- 한일역사공동연구위원회